# Réserve écologique des Dunes-de-Berry
La réserve écologique des Dunes-de-Berry est située près de Berry, à 45 kilomètres au Nord-Ouest d'Amos.  Cette réserve protège des dunes fixées qui se sont formées lors du retrait des glaciers.